# 4 in Love演唱會
《4 In Love演唱會》是香港歌手黎明的慈善演唱會，由東亞唱片製作有限公司、東亞娛樂、百仕活娛樂事業有限公司主辦，電訊品牌3為主題贊助商，以重新演繹香港四大天王的歌曲作品為製作概念，演唱會於2007年4月13日在香港體育館舉行，只演1場，演唱會部份收益捐給聯合國兒童基金會作慈善用途。

## 製作概念
《4 in Love演唱會》於2007年4月13日晚上8時15分在香港體育館（紅磡體育館）舉行，只演出1場，門票售價分別為港幣400元、200元、100元。演唱會以「4 in Love」命名，意思是指黎明在演唱會中重唱香港四大天王的歌曲作品，他除了選唱自己的歌曲外，還選唱張學友、劉德華及郭富城的歌曲，所有演唱的歌曲皆由雷頌德重新編曲，黎明以自己的個人風格演繹，4名男舞蹈員來自韓國，不設嘉賓表演環節，只邀請了歌手衛蘭合唱〈我為何讓你走〉一曲，以及安排1名韓裔澳洲女鋼琴手伴奏歌曲〈大綱與細節〉，並利用6個模特兒來表演台步，演唱會的部份收益撥捐香港聯合國兒童基金會。

### 歌曲編排
以下是《4 In Love演唱會》的歌曲編排：
1. 願你今夜別離去
2. 每天愛你多一些
3. 我是不是該安靜的走開
4. 愛不完
5. 對你愛不完
6. 那有一天不想你
7. 長夜多浪漫
8. 情已逝
9. 我的感覺
10. 情感的禁區
11. 愛的呼喚
12. 大綱與細節（韓國鋼琴家Kwon Bo-Young伴奏）
13. 分手總要在雨天
14. 我為何讓你走
15. 對不起 我愛你
16. 忘情水
17. 籃雨

## 評論摘要
《4 In Love演唱會》在2007年3月7日首次推出宣傳廣告，不少公眾看到廣告後致電唱片公司查詢售票情況，現場觀眾來自香港及世界各地，眾人經常叫喊及揮動螢光棒，每當有歌詞出現於大螢幕便跟着唱，有評論認為黎明把這些歌曲唱得浪漫，雷頌德與黎明的對話趣味盎然，使到演唱會生色不少，黎明在演唱歌曲〈忘情水〉時特別答謝歌手劉德華，他表示演唱會同名專輯的構想來自劉德華找他在電視節目中合唱這首歌，也有傳媒表示黎明在演唱其他歌手的作品時經常忘記歌詞，表現失水準，而觀眾則表現瘋狂，有觀眾在黎明演唱最後一首歌曲時衝到台上。從事電影導演、編劇兼作家的何言，在其出版的著作中表示《4 In Love》專輯以電子舞曲為基調，將慢板情歌重新進行了編排，為聽眾帶來新鮮感，在效果方面則毀譽參半，他認為歌曲〈每天愛你多一些〉在重新編曲變成強勁鼓點的版本，毀掉了原作的甜蜜溫馨感覺。

## 音樂作品
《4 in Love》是黎明的錄音室專輯，全碟由雷頌德監製，專輯於2007年5月3日由唱片公司A Music首次發行。這張專輯收錄了16首翻唱歌曲，當中〈愛不完〉被列為第一主打歌曲。

### 曲目列表
以下是專輯《4 in Love》的曲目：
| 曲序     | 曲目                     |          | 作曲     | 编曲           | 备注           | 时长    |
| -------- | ------------------------ | -------- | -------- | -------------- | -------------- | ------- |
| 1.       | 愛不完                   | 林振強   | 杜自持   | 雷頌德         | 原唱者為劉德華 | 4:40    |
| 2.       | 對你愛不完               | 陳樂融   | 羽田一郎 | 雷頌德         | 原唱者為郭富城 | 5:05    |
| 3.       | 每天愛你多一些           | 林振強   | 桑田佳祐 | 雷頌德         | 原唱者為張學友 | 4:15    |
| 4.       | 那有一天不想你           | 向雪懷   | 林慕德   | 雷頌德         | 原唱者為黎明   | 4:34    |
| 5.       | 長夜多浪漫               | 周禮茂   | 筒美京平 | 雷頌德         | 原唱者為劉德華 | 4:15    |
| 6.       | 我是不是該安靜的走開     | 張方露   | 陳秀男   | 雷頌德         | 原唱者為郭富城 | 3:27    |
| 7.       | 情已逝                   | 潘源良   | 來生孝夫 | 雷頌德         | 原唱者為張學友 | 3:23    |
| 8.       | 願你今夜別離去           | 劉卓輝   | 松本俊明 | 雷頌德         | 原唱者為黎明   | 4:48    |
| 9.       | 情感的禁區               | 陳浩賢   | 天野滋   | 雷頌德         | 原唱者為劉德華 | 3:01    |
| 10.      | 我為何讓你走（衛蘭合唱） | 潘源良   | 倫永亮   | 雷頌德         | 原唱者為郭富城 | 3:51    |
| 11.      | 分手總要在雨天           | 陳少琪   | 片山圭司 | 雷頌德         | 原唱者為張學友 | 4:52    |
| 12.      | 對不起 我愛你            | 向雪懷   | 盧東尼   | 雷頌德         | 原唱者為黎明   | 3:54    |
| 13.      | 忘情水                   | 李安修   | 陳耀川   | 雷頌德         | 原唱者為劉德華 | 3:33    |
| 14.      | 愛的呼喚                 | 小美     | 譚國政   | 雷頌德         | 原唱者為郭富城 | 3:47    |
| 15.      | 藍雨                     | 林振強   | 德永英明 | Ted Lo         | 原唱者為張學友 | 4:09    |
| 16.      | 我的感覺                 | 向雪懷   | 黎明     | 雷頌德、Ted Lo | 原唱者為黎明   | 4:08    |
| 总时长： | 总时长：                 | 总时长： | 总时长： | 总时长：       | 总时长：       | 1:05:42 |

### 幕後製作人員
以下是專輯《4 in Love》部分曲目的幕後製作人員名單：
- 鍵琴：雷頌德（CD1曲目4,5, CD2曲目9,10）
- 結他：Ted Lo（CD1曲目4）、鄧建明（CD1曲目5, CD2曲目9,10）
- 喇叭：Douglas Waterston（CD1曲目4）
- 音色伴奏：雷頌德（CD1曲目4,5, CD2曲目9,10）
- Rap：MC Goldmountain（CD2曲目9）

### 流行榜成績
以下是專輯《4 in Love》的派台歌曲名單，以及其歌曲在香港四大電子媒體音樂流行榜的最高位置。
| 派台歌曲／流行榜   | 903專業推介 | 中文歌曲龍虎榜 | 新城電台勁爆本地榜 | 勁歌金榜 | 參考                 |
| ------------------ | ----------- | -------------- | ------------------ | -------- | -------------------- |
| 〈愛不完〉         | 亞軍        | 季軍           | 季軍               | 未能上榜 | [ 20 ] [ 21 ] [ 22 ] |
| 〈我為何讓你走〉   | 未能上榜    | 第14位         | 季軍               | 未能上榜 | [ 23 ] [ 24 ]        |
| 〈那有一天不想你〉 | 未能上榜    | 未能上榜       | 第18位             | 未能上榜 | [ 25 ]               |
| 〈分手總要在雨天〉 | 未能上榜    | 第17位         | 未能上榜           | 未能上榜 | [ 26 ]               |

## 獎項
以下是《4 in Love演唱會》及專輯《4 in Love》獲頒發的獎項：
- 廣州廣播電視台第四屆勁歌王音樂盛典——勁歌王年度最佳演唱會
- 廣州廣播電視台第四屆勁歌王音樂盛典——勁歌王最佳概念專輯